# 海澤嶺
83°50′S 57°9′W / 83.833°S 57.150°W
海澤嶺（英語：Heiser Ridge）是南極洲的山嶺，位於伊莉莎白女王地，屬於彭薩科拉山脈中尼普頓山脈的一部分，美國地質調查局根據測量和該國海軍的空中照片繪入地圖，現時由南極條約體系管理。